# Гренбі (Нью-Йорк)
Гренбі (англ. Granby) — місто (англ. town) в США, в окрузі Освіго штату Нью-Йорк. Населення — 6520 осіб (2020).

## Демографія
Згідно з переписом 2010 року, у місті мешкала 6821 особа в 2583 домогосподарствах у складі 1879 родин. Було 2801 помешкання
Расовий склад населення:
| - 96,8 % — білих - 0,7 % — корінних американців - 0,5 % — чорних або афроамериканців - 0,3 % — азіатів |

До двох чи більше рас належало 1,5 %. Частка іспаномовних становила 1,5 % від усіх жителів.
За віковим діапазоном населення розподілялося таким чином: 24,6 % — особи молодші 18 років, 63,1 % — особи у віці 18—64 років, 12,3 % — особи у віці 65 років та старші. Медіана віку мешканця становила 40,6 року. На 100 осіб жіночої статі у місті припадало 104,7 чоловіків;  на 100 жінок у віці від 18 років та старших — 102,7 чоловіків також старших 18 років.
Середній дохід на одне домашнє господарство  становив 84 117 доларів США (медіана — 53 316), а середній дохід на одну сім'ю — 96 163 долари (медіана — 62 109). Медіана доходів становила 56 327 доларів для чоловіків та 35 723 долари для жінок. За межею бідності перебувало 22,1 % осіб, у тому числі 41,9 % дітей у віці до 18 років та 6,8 % осіб у віці 65 років та старших.
Цивільне працевлаштоване населення становило 2790 осіб. Основні галузі зайнятості: освіта, охорона здоров'я та соціальна допомога — 20,0 %, роздрібна торгівля — 15,7 %, науковці, спеціалісти, менеджери — 11,6 %, виробництво — 9,9 %.